# Salman Falahi
Salman Ahmad Falahi (arabisch سلمان أحمد فلاحي, DMG Salmān Aḥmad Fallāḥī; * 5. Februar 1990) ist ein katarischer Fußballschiedsrichter. Seit 2017 steht er auf der FIFA-Schiedsrichterliste sowie seit 2021 auch als Video-Assistent.

## Karriere

### Vereinsmannschaften
Sein erstes bekanntes Spiel in der Qatar Stars League hatte Falahi am 7. Februar 2014, als er eine Partie zwischen al-Sailiya und al-Khor leitete. Im Verlauf der Jahre leitete er weitere Partien von nationalen Wettbewerben. Auf internationaler Ebene leitete er am 27. April 2022 sein erstes Spiel in der AFC Champions League.
Abseits seiner eigenen Liga gastierte er in der zweiten serbischen Liga, in der er am 26. November 2017 eine Partie zwischen FK ČSK Pivara und FK Jagodina leitete. Am 13. April 2018 leitete er in der schweizerischen Challenge League eine Partie zwischen Neuchâtel Xamax und dem FC Vaduz. Hinzu kam eine Partie in der Saudi Professional League am 18. September 2021.

### Nationalmannschaften
Nach seiner Aufnahme auf die FIFA-Liste leitete er im März 2017 ein Freundschaftsspiel zwischen dem Jemen und Palästina. Nach einigen weiteren Freundschaftsspielen zwischen A- und U-Nationalmannschaften leitete er das Halbfinale des Fußballturniers der Männer bei den Südostasienspiele 2019.
Anschließend leitete er drei Partien der U-23-Asienmeisterschaft 2022, darunter auch das Finale zwischen Usbekistan und Saudi-Arabien. Im nächsten Jahr folgten ein Gruppenspiel beim Golfpokal 2023 sowie zwei Partien der Gruppenphase und ein Viertelfinale bei der U-20-Weltmeisterschaft 2023. Zudem wurde er als Schiedsrichter für die Asienmeisterschaft 2024 nominiert.